# تلمبة خردمند (قلعة بيابان)
تلمبة خردمند (بالإنجليزية: Tolombeh-ye Khardmand)‏ هي منطقة سكنية تقع في إيران في فارس.